# Fokker C.VIII
Il Fokker C.VIII era un aereo da ricognizione monomotore monoplano sviluppato dall'azienda aeronautica olandese Fokker nella seconda metà degli anni venti del XX secolo e rimasto allo stato di prototipo.

## Storia del progetto

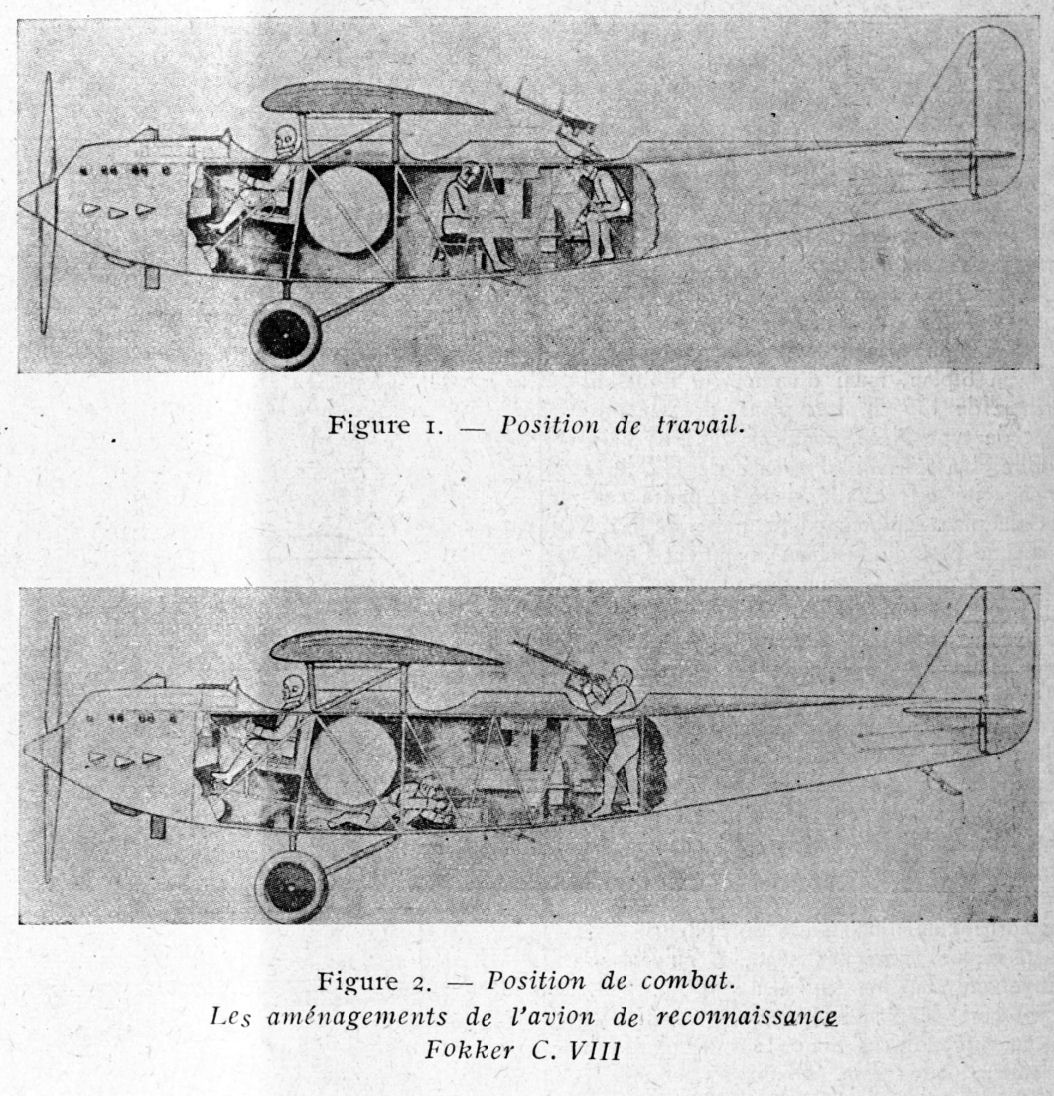
Posizione dell'equipaggio a bordo del ricognitore Fokker C.VIII

Dopo aver sviluppato l'idrovolante da ricognizione marittima C.VII-W, essenzialmente la versione idrovolante del velivolo terrestre Fokker C.V, il capo progettista della ditta Anthony Fokker realizzo un nuovo progetto di velivolo da ricognizione fotografica, triposto, dotato di motore in linea. Sviluppato a partire dal 1927 in stretta collaborazione con l'aviazione militare, il nuovo aereo venne designato C.VIII e fu presentato per la prima volta al Salone Aeronautico di Parigi nel corso del 1928. Al termine della presentazione fu accettato in servizio dalla Koninklijke Luchtmacht con la matricola 651, ma non riscosse alcun ulteriore ordine di produzione. L'anno successivo la Koninklijke Marine emise un requisito per un idrovolante triposto e ditta avviò subito la realizzazione di una versione idrovolante del C.VIII che venne designata C.VIII-W, costruita in 9 esemplari per la Marine Luchtvaartdienst.

## Descrizione tecnica
Il Fokker C.VIII era un monoplano con ala alta a parasole. L'ala era rivestita di compensato, mentre la fusoliera, costruita in tubi d'acciaio, era rivestita di lamierino nella parte anteriore corrispondente al propulsore, e di tela per il resto. Il carrello di atterraggio era triciclo, posteriore fisso, con pattino di coda. L'equipaggio, composto da tre persone, verteva sul pilota posto in un abitacolo posizionato davanti all'ala, e due osservatori posizionati in tandem dietro l'ala.
Tra i due osservatori vi era il cosiddetto "ufficio" con uno spazio per una scrivania, le macchine fotografiche e l'apparato radio. Il propulsore era un Hispano-Suiza 12Lb a 12 cilindri a V, raffreddato a liquido, erogante la potenza di 600 CV ed azionante un'elica bipala lignea. 
L'armamento era composta da una coppia di mitragliatrici brandeggiabili su anello rotante Scarff in calibro 7,9 mm, azionate dall'osservatore posteriore, e una mitragliatrice cal.7,9 mm posizionata nella postazione ventrale e azionata dall'osservatore anteriore. Il carico massimo bellico, Predeal (Brașov)ato al posto delle apparecchiature fotografiche, poteva raggiungere i 200 kg di bombe.

## Impiego operativo
La LVA si rese perfettamente conto che per la ricognizione era più adatto un velivolo più piccolo e più manovrabile, come il precedente CV, in quanto il C.VIII risultava più grande e di difficile gestione.
Il C.VIII venne usato raramente in volo. Nel 1933 la Fokker riprogettò il velivolo offrendolo nuovamente alla Koninklijke Luchtmacht ma senza successo.
Fino al 1934 fu assegnato in servizio allo SVA, (Staf Vliegtuig Afdeling), la divisione aeromobili dello Stato maggiore, poi trasferito a una scuola di volo.
Nel 1938, ora con la nuova matricola 655, si trovava per importanti riparazioni presso la LVB (LuchtVaart bedrijf), a Soesterberg, venendo probabilmente radiato nel 1939.

## Utilizzatori
Paesi Bassi
- Luchtvaartafdeeling

### Fonti
1. ↑  Grey 1928, p.151c-152c.
2. ↑  Уголок неба.
3. ↑  Taylor 1989, p. 404.
4. 1 2 3 4 5 6  Jonkerweb.
5. 1 2 3 4 5 6  1000 Aircraft Photos.